# Kuenburg
Kuenburg je stara koroška plemiška rodbina, katere člani so bili ministeriali ortenburških grofov in so se sprva imenovali po kraju Deinsdorf na notranjem Krškem. Od leta 1388 pa so se imenovali po gradu jugozahodno od Preseškega jezera, Kuenburg, danes grad Khünburg. Rodbina je svoj največji razcvet doživela med 16. in 18. stoletjem, ko je iz njenih vrst izšlo 10 škofov. Različni člani rodbine so nosili naslov barona ali grofa.

## Osebnosti
- Michael von Kuenburg (1514–1560) - nadškof v Salzburgu
- Georg von Kuenburg (1530–1587) - nadškof v Salzburgu
- Ehrenfried von Kuenburg (1573–1618) - škof v Chiemskem jezeru
- Polykarp Wilhelm von Kuenburg († 1675) - škof v Krki
- Max Gandolf von Kuenburg (1622–1687) - nadškof v Salzburgu
- Franc Ferdinand grof Kuenburg (1651–1731) - škof v Ljubljani, nadškof v Pragi
- Johann Sigmund von Kuenburg (1659–1711) - knezoškof v Lavantu, knezoškof v Chiemskem jezeru
- Karl Joseph von Kuenburg (1686–1729) - škof v Chiemskem jezeru
- Gandolf Ernst von Kuenburg (1737–1793) - škov v Lavantu
- Johannes Christoph Ludwig von Kuenburg (1697–1776) - pomožni škof v Passau-u
- Amand von Kuenburg (1809–1886) - deželni glavar Avstrijske Šlezije 1865–1886, član avstrijskega Državnega zbora
- Gandolph von Kuenburg (1841–1921) - avstrijski politik
- Marcellina von Kuenburg (1883–1973) - nemška psihologinja, otroška in mladinska terapevtka in zdravnica

## Literatur
- Heinz Dopsch, Hans Spatzenegger (Hrsg.): Geschichte Salzburgs, Stadt und Land. Band 2, Teil 1, Neuzeit und Zeitgeschichte. Pustet, Salzburg 1988, ISBN 3-7025-0243-2